# Catherine Called Birdy
Catherine Called Birdy (bra: Catarina, a Menina Chamada Passarinha) é um longa-metragem britânico-estadunidense de comédia medieval lançado em 2022 escrito e dirigido por Lena Dunham, baseado no romance de 1994 de mesmo nome de Karen Cushman. É estrelado por Bella Ramsey como protagonista, ao lado de Billie Piper, Andrew Scott, Lesley Sharp, Joe Alwyn e Sophie Okonedo.
Teve sua estreia mundial no Festival Internacional de Cinema de Toronto em 12 de setembro de 2022. Após isso, teve lançamento limitado em 23 de setembro de 2022, pela Amazon Studios, antes de ser transmitido no Prime Video em 7 de outubro de 2022.
O longa recebeu uma indicação as premiações de 2023, do Critics' Choice Awards na categoria melhor jovem atriz pelo trabalho de Bella Ramsey, e uma no Independent Spirit Awards em Melhor Roteiro por Lena Dunham.

## Elenco
- Bella Ramsey como Lady Catherine / "Birdy"[4]
- Billie Piper como Lady Aislinn, Mãe de Catherine
- Andrew Scott como Lord Rollo, Pai de Catherine
- Lesley Sharp como Morwenna, Babá de Catherine
- Joe Alwyn como George, Tio de Catherine e irmão mais novo de Lady Aislinn
- Sophie Okonedo como Ethelfritha Rose Splinter of Devon, uma viúva rica que se casa com George
- Paul Kaye como Sir John Henry Murgaw VIII / "Shaggy Beard"
- Dean-Charles Chapman como Robert, Irmão mais velho de Catherine, de 17 anos
- Isis Hainsworth como Aelis, Melhor amiga de Catarina
- Archie Renaux como Edward the Monk, Irmão mais velho de Catherine, de 21 anos
- Michael Woolfitt, como Perkin, O pastor de cabras amigo de Catherine
- David Bradley como Lord Gideon Sidebottom, Pai de Aelis
- Mimi M. Khayisa como Lady Berenice Sidebottom, Madrasta de Aelis
- Rita Bernard-Shaw como Meg, Amiga leiteira de Catherine
- Ralph Ineson como Golden Tiger, Um camponês e motorista
- Jamie Demetriou como Etienne, o criado de Shaggy Beard
- Russell Brand como pretendente de Kent
- Jacob Avery como Fulk, o Jovem
- Angus Wright como Fulk, o Velho

## Produção
Em fevereiro de 2021, foi anunciado que Dunham havia roteirizado e dirigido um filme baseado no romance infantil Catherine, Called Birdy de Karen Cushman, que era "seu projeto de paixão de longa data". No final de março de 2021, foi anunciado que Billie Piper, Andrew Scott e Bella Ramsey foram incluídos no elenco principal. Em 1º de abril de 2021, foi relatado que Joe Alwyn e Dean-Charles Chapman se juntaram ao elenco do filme.
As filmagens iniciaram em 30 de março de 2021 nas proximidades do Castelo Stokesay em Shropshire, Inglaterra.

## Lançamento
O filme teve sua premiere no Festival Internacional de Cinema de Toronto em setembro de 2022. Foi lançado em um lançamento limitado em 23 de setembro de 2022, pela Amazon Studios, antes de ser transmitido no Prime Video em 7 de outubro de 2022.

## Recepção

### Resposta da Crítica
No agregador de críticas, Rotten Tomatoes, 88% das 125 críticas dos críticos são positivas, com uma classificação média de 7,2/10. O consenso do site diz: "Trazendo um livro amado de forma brilhante à vida, Catherine Called Birdy prova que uma história de amadurecimento bem contada pode parecer nova, independentemente do período". No Metacritic, o filme tem uma pontuação média ponderada de 74 em 100, com base em 34 críticos, indicando "críticas geralmente favoráveis".
David Fear, da Rolling Stone, disse que o filme era "a mistura perfeita de engraçado, irreverente e ultrajado", chamando a adaptação de Dunham de "delirantemente divertida, mas pontiaguda" e a atriz principal Ramsey "um presente dos deuses do elenco". Atribuindo ao filme quatro de cinco estrelas, Adrian Horton, do The Guardian, reconhece que "o meio do filme se arrasta um pouco", mas concluiu que "nas mãos de Dunham, a linha mestra de suportar e descobrir o valor de alguém, por mais historicamente imaginado, está em uma vez um conforto e uma brincadeira."